# Wilchingen
Wilchingen és un municipi del cantó de Schaffhausen (Suïssa). El 2005 va incorporar l'antic municipi d'Osterfingen.